# Eleição presidencial da França em 1848
A eleição presidencial francesa de 1848 foi a primeira realizada. Elegeu o primeiro e único presidente da Segunda República . A eleição foi realizada em 10 de dezembro de 1848 e levou à surpreendente vitória de Louis-Napoléon Bonaparte com 74% dos votos.

## Contexto
Após a revolução de fevereiro de 1848, os franceses substituíram a monarquia de Julho do rei Filipe I por uma república constitucional. A nova Segunda República foi liderada por um governo provisório e depois por uma comissão executiva, que realizou eleições democráticas para a Assembleia Nacional Constituinte.
A Assembleia Nacional Constituinte foi incumbida de redigir uma nova Constituição para a Segunda República Francesa, incluindo a definição de um novo chefe de estado para substituir a monarquia derrubada. Os debates constitucionais ocorreram durante o período conhecido como levante das jornadas de junho .

### Método de eleição
O processo de eleição presidencial foi ratificado por referendo em 6 de outubro e incluído na Constituição, que foi adotada em 12 de novembro. A eleição estava marcada para 10 de dezembro.
A eleição seria realizada em um único turno sob o princípio do sufrágio universal masculino. Se nenhum candidato obtivesse a maioria dos votos, o presidente seria eleito pelo voto da Assembleia Nacional.

### Definição da presidência
A presidência foi definida pelos termos da constituição. Em vez do modelo de comitê executivo dado pela Primeira República, o comitê constitucional preferiu confiar o poder executivo a um único indivíduo. O escritório recebeu amplos poderes para propor legislação, nomear ministros e altos funcionários, envolver-se na diplomacia e comandar os militares, embora todas as decisões estivessem sujeitas à aprovação dos ministros.

## Eleições
A constituição previa apenas um turno e, na ausência de maioria para qualquer candidato, a Assembleia Nacional teria decidido o vencedor. Louis-Eugène Cavaignac parecia o favorito, e a Assembleia certamente o teria elegido na ausência de maioria absoluta.
Louis Bonaparte não teve uma longa carreira política. A ala monarquista (partidários das famílias reais legitimistas ou orleanistas ) e grande parte da classe alta o apoiavam como o candidato "menos pior", como um homem que restauraria a ordem, acabaria com a instabilidade na França que havia continuado desde a derrubada de a monarquia durante a Revolução de fevereiro naquele ano, e impedir uma revolução proto-comunista (no estilo de Friedrich Engels ). Uma boa proporção da classe trabalhadora industrial, por outro lado, foi conquistada pelas vagas indicações de Louis-Napoleão sobre prováveis visões econômicas progressistas. A sua vitória esmagadora deveu-se sobretudo ao apoio das massas rurais não politizadas, para as quais o nome de Bonaparte significava algo, em oposição aos outros contendores pouco conhecidos.
| Eleição presidencial de 10 de dezembro de 1848 | Eleição presidencial de 10 de dezembro de 1848 | Eleição presidencial de 10 de dezembro de 1848 | Eleição presidencial de 10 de dezembro de 1848 |
| Candidato                                      | Festa                                          | Votos                                          | %                                              |
| ---------------------------------------------- | ---------------------------------------------- | ---------------------------------------------- | ---------------------------------------------- |
| Louis-Napoléon Bonaparte                       | Bonapartista                                   | 5.434.226                                      | 74,3%                                          |
| Louis-Eugène Cavaignac                         | Republicano "Azul"                             | 1.448.107                                      | 19,8%                                          |
| Alexandre Auguste Ledru-Rollin                 | Republicano "vermelho"                         | 370.119                                        | 5,1%                                           |
| François-Vincent Raspail                       | Socialista                                     | 36.920                                         | 0,5%                                           |
| Alphonse de Lamartine                          | Liberal                                        | 17.210                                         | 0,2%                                           |
| Nicolas Changarnier                            | Monarquista                                    | 4.790                                          | 0,1%                                           |
| Total                                          | Total                                          | 7.497.000                                      | 100%                                           |

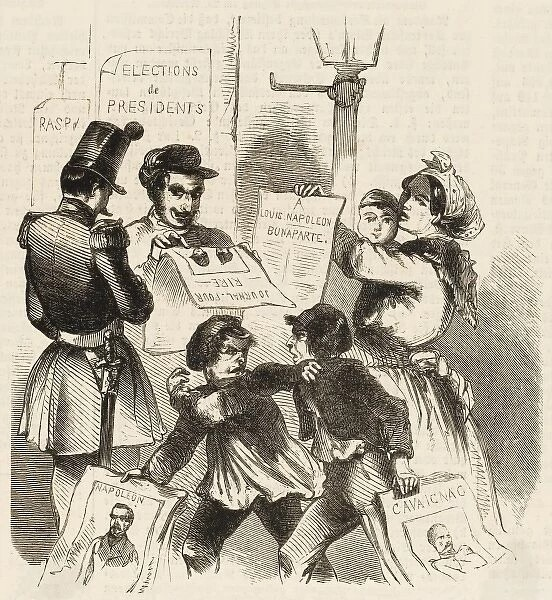
Dois meninos, um segurando um cartaz de Louis-Napoléon e o outro de Cavaignac, lutando

Louis Bonaparte recebeu a maioria dos todos os votos em todos os departamentos, exceto Var, Bouches-du-Rhône, Morbihan e Finistère, todos os quatro vencidos por Louis Cavaignac. Assim, Louis Bonaparte se tornou o segundo presidente na Europa (depois de Jonas Furrer, da Suíça) e o primeiro presidente francês a ser eleito por voto popular.